# Bunker am Weidendamm

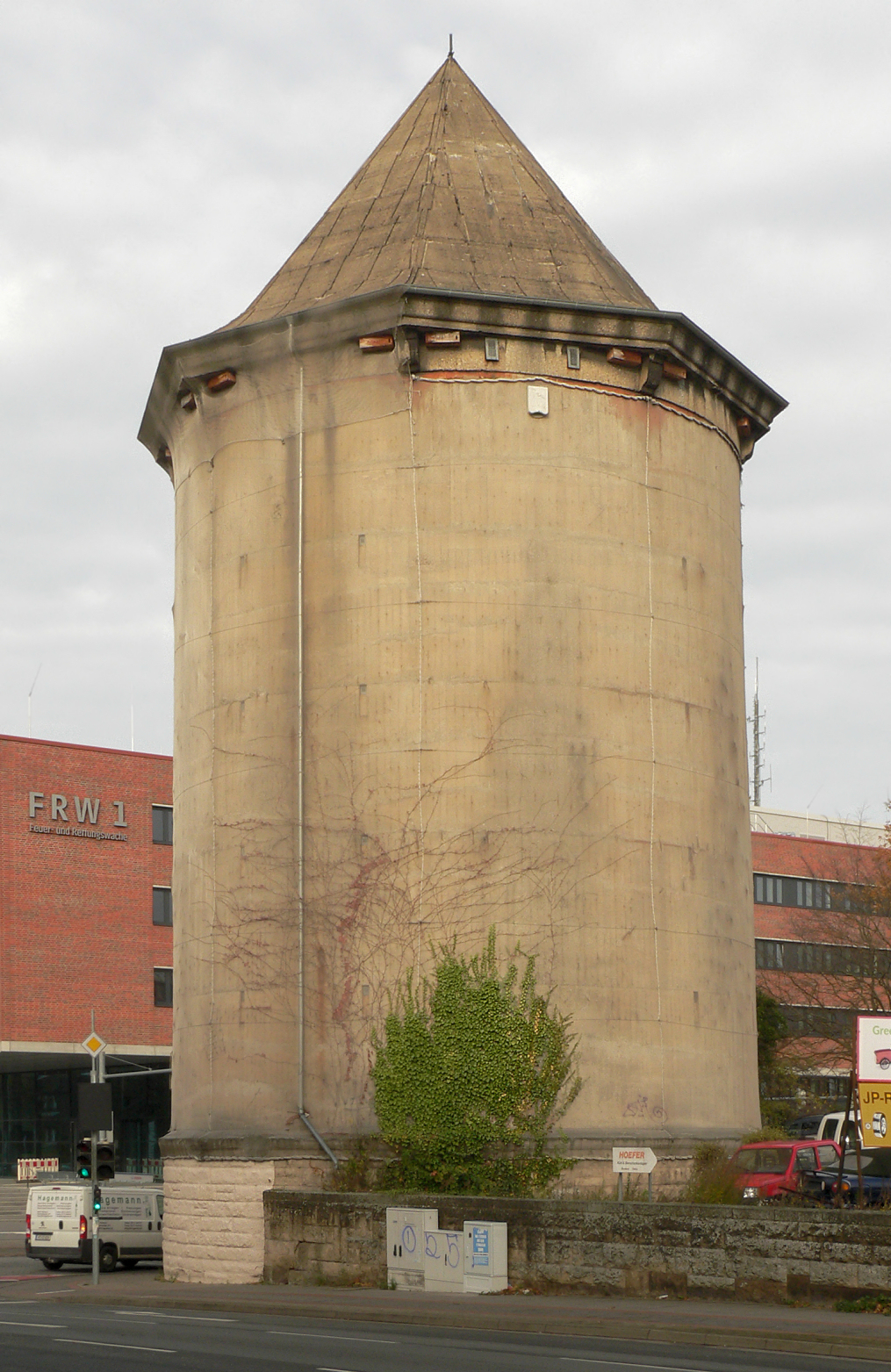
Der Rundbunker am Weidendamm Ecke Kopernikusstraße, dahinter der Neubau der Feuer- und Rettungswache 1

Der Bunker am Weidendamm in der Nordstadt von Hannover wurde während des Zweiten Weltkrieges errichtet. Der Hochbunker diente während der Luftangriffe auf die Stadt als Zuflucht vor den durch die Flugzeuge der Alliierten abgeworfenen Fliegerbomben. Der 25 Meter hohe turmartige Rundbunker wurde 1941 fertiggestellt und bot Schutzsuchenden hinter einer Wandstärke von 2,5 Metern Platz auf 7 Ebenen.
Nach dem Krieg wurde der Bunker zum Musikstudio umfunktioniert.